# HIP 79431
HIP 79431 eller Sharjah är en ensam stjärna i den norra  delen av stjärnbilden Skorpionen. Den har en skenbar magnitud av ca 11,34 och kräver  ett teleskop med  att kunna observeras. Baserat på parallax enligt Gaia Data Release 2 på ca 68,78 mas, beräknas den befinna sig på ett avstånd på ca 47,4 ljusår (14,5 parsek) från solen. Den rör sig närmare solen med en heliocentrisk radialhastighet på ca -5 km/s.

## Nomenklatur
HIP 79431 har egennamnet Sharjah, som valts ut i NameExoWorlds-kampanjen av Förenade Arabemiraten, under IAU:s 100-årsjubileum. Sharjah är Förenade Arabemiratens kulturella huvudstad.

## Egenskaper
HIP79431 är en röd till orange stjärna i huvudserien av spektralklass M3 V med en metallhalt som är 2,5 gånger solens. Den har en massa som är ca 0,5 solmassa, en radie på ca 0,5 solradie och har en effektiv temperatur av ca 3 700 K. Stjärnans nivå på kromosfärisk aktivitet verkar inte vara ovanligt hög för en stjärna av denna klass.

## Planetsystem
År 2010 upptäcktes en exoplanet av typen superjupiter i omlopp kring HIP 79431 med metoden för mätning av radiell hastighet. Den kretsar på ett avstånd av 0,36 AE från stjärnan med en omloppstid på 0,3 år och en excentricitet på 0,29. Eftersom banans lutning är okänd kan endast en nedre gräns på massan bestämmas. Den har minst 2,1 gånger Jupiters massa.
| Planet       | Massa   | Halv storaxel (AE) | Siderisk omloppstid (d) | Excentricitet | Inklination | Radie |
| ------------ | ------- | ------------------ | ----------------------- | ------------- | ----------- | ----- |
| b / Barajeel | ≥2,1 MJ | ca 0,36            | 111,7 ± 0,7             | 0,29 ± 0,02   | -           | -     |